# Sem Verbeek
Sem Verbeek (* 12. dubna 1994 Amsterdam) je nizozemský profesionální tenista, deblový specialista hrající levou rukou. Na grandslamu zvítězil s Kateřinou Siniakovou ve smíšené čtyřhře Wimbledonu 2025. Ve své dosavadní kariéře na okruhu ATP Tour vyhrál dva deblové turnaje. Na challengerech ATP a okruhu ITF získal třicet dva  titulů ve čtyřhře.
Na žebříčku ATP byl ve dvouhře nejvýše klasifikován v dubnu 2019 na 531. místě a ve čtyřhře v květnu 2025 na 29. místě. Trénuje ho Jacob Meyer.

## Tenisová kariéra
Na okruhu ATP Tour debutoval říjnovou čtyřhrou Swiss Indoors 2018 v Basileji, do níž obdržel s Marcem-Andreou Hüslerem divokou kartu. V úvodu porazili nejvýše nasazené členy druhé desítky Ravena Klaasena s Michaelem Venusem, než je vyřadili Divij Šaran s Artemem Sitakem ze čtvrté desítky žebříčku. První semifinále i finále si zahrál v deblu Los Cabos Open 2021, kde se jeho spoluhráčem stal Američan Hunter Reese. Ze souboje o titul odešli poraženi od mexicko-amerického páru Hans Hach Verdugo a John Isner, když nezvládli závěrečný supertiebreak. Do série Masters premiérově zasáhl v deblové soutěži Miami Open 2024. V roli náhradníků, s Australanem Johnem-Patrickem Smithem, zdolali ve druhém duelu osmé nasazené Wesleyho Koolhofa s Nikolou Mektićem. Poté však nenašli recept na pozdější vítěze Rohana Bopannu s Matthewem Ebdenem.
Na grandslamu se poprvé představil ve čtyřhře French Open 2024 po boku Američana  Reese Staldera. Do soutěže nastoupili až jako náhradníci. V prvním duelu nestačili na další náhradníky Baladžiho s Reyesem-Varelu. První grandslamový zápas vyhrál na navazujícím majoru ve Wimbledonu 2024. Do druhého kola prošel s Monačanem Romainem Arneodem přes hráče páté světové desítky, Gonzala Escobara a Oleksandra Nedověsova. Stopku jim pak vystavili čtvrtí nasazení Marcelo Arévalo s Matem Pavićem.
Z červencové čtyřhry Hall of Fame Open 2024, hrané na trávě rhodeislandského Newportu, si odvezl první titul v rámci túry ATP. Se Švédem Andrém Göranssonem ve finále porazili úřadující americké univerzitní šampiony NCAA Roberta Cashe s Jamesem Tracym po dvousetovém průběhu. Následující týden opět postoupili do finále, ale v něm na Atlanta Open 2024 podlehli americkým turnajovým dvojkám a obhájcům trofeje, Nathanieli Lammonsovi a Jacksonu Withrowovi. V supertiebreaku přitom neproměnili mečbol. Do semifinále Australin Open 2025 se s Göranssonem probojovali přes světové jedničky Arévala a Paviće. V něm nestačili na Italy Simoneho Bolelliho s Andreou Vavassorim. Po skončení debutoval v první padesátce deblového žebříčku, na 40. místě.

## Finále na Grand Slamu

### Smíšená čtyřhra: 1 (1–0)
| Stav  | rok  | turnaj    | povrch | spoluhráčka        | soupeři ve finále              | výsledek           |
| ----- | ---- | --------- | ------ | ------------------ | ------------------------------ | ------------------ |
| Vítěz | 2025 | Wimbledon | tráva  | Kateřina Siniaková | Joe Salisbury Luisa Stefaniová | 7–6(7–3), 7–6(7–3) |

## Finále na okruhu ATP Tour

### Čtyřhra: 4 (2–2)
| Legenda                   |
| ------------------------- |
| Grand Slam (0)            |
| Turnaj mistrů (0)         |
| ATP Tour Masters 1000 (0) |
| ATP Tour 500 (1–0)        |
| ATP Tour 250 (1–2)        |

| Stav      | č. | datum         | turnaj                 | kategorie | povrch | spoluhráč       | soupeři ve finále                 | výsledek          |
| --------- | -- | ------------- | ---------------------- | --------- | ------ | --------------- | --------------------------------- | ----------------- |
| Finalista | 1. | červenec 2021 | Los Cabos, Mexiko      | ATP 250   | tvrdý  | Hunter Reese    | Hans Hach Verdugo John Isner      | 7–5, 2–6, [4–10]  |
| Vítěz     | 1. | červenec 2024 | Newport, Spojené státy | ATP 250   | tráva  | André Göransson | Robert Cash JJ Tracy              | 6–3, 6–4          |
| Finalista | 2. | červenec 2024 | Atlanta, Spojené státy | ATP 250   | tvrdý  | André Göransson | Nathaniel Lammons Jackson Withrow | 6–4, 4–6, [10–12] |
| Vítěz     | 2. | duben 2025    | Mnichov, Německo       | ATP 500   | antuka | André Göransson | Kevin Krawietz Tim Pütz           | 6–4, 6–4          |

## Tituly na challengerech ATP a okruhu ITF
| Legenda            |
| ------------------ |
| Challengery (15 Č) |
| ITF (17 Č)         |

### Čtyřhra (32 titulů)
| Č.  | datum         | turnaj                                     | okruh      | povrch    | spoluhráč               | poražení finalisté                           | výsledek               |
| --- | ------------- | ------------------------------------------ | ---------- | --------- | ----------------------- | -------------------------------------------- | ---------------------- |
| 1.  | prosinec 2016 | Ramat Gan, Izrael                          | Futures    | tvrdý     | John Lamble             | Martin Beran Bernardo Saraiva                | 6–4, 6–4               |
| 2.  | únor 2017     | Šarm aš-Šajch, Egypt                       | Futures    | tvrdý     | Nathan Eshmade          | Jonas Lütjen Nicolaas Scholtz                | 3–6, 6–3, [10–3]       |
| 3.  | únor 2017     | Šarm aš-Šajch, Egypt                       | Futures    | tvrdý     | Colin van Beem          | Čandril Sood Lakšit Sood                     | 6–3, 6–2               |
| 4.  | duben 2017    | Manáma, Bahrajn                            | Futures    | tvrdý     | Ruben Gonzales          | Florian Fallert Jonas Merckx                 | 6–3, 6–0               |
| 5.  | duben 2017    | Dauhá, Katar                               | Futures    | tvrdý     | Jorge Montero           | Markus Eriksson Milos Sekulic                | 6–4, 6–7(5–7), [10–7]  |
| 6.  | květen 2017   | Singapur                                   | Futures    | tvrdý     | Francis Casey Alcantara | Hirojasu Ehara Šó Katajama                   | 6–3, 6–2               |
| 7.  | červen 2017   | Singapur                                   | Futures    | tvrdý     | Francis Casey Alcantara | Soičiró Moritani Masato Šiga                 | 6–3, 6–4               |
| 8.  | červen 2017   | Singapur                                   | Futures    | tvrdý     | Francis Casey Alcantara | Juiči Itó Lý Hoàng Nam                       | 7–6(7–3), 6–2          |
| 9.  | prosinec 2017 | Santo Domingo Este, Dominikánská republika | Futures    | tvrdý     | Bernardo Saraiva        | Adrian Bodmer Matthias Haim                  | 7–5, 6–4               |
| 10. | prosinec 2017 | Santo Domingo Este, Dominikánská republika | Futures    | tvrdý     | Bernardo Saraiva        | Nick Hardt José Olivares                     | 6–3, 6–4               |
| 11. | březen 2018   | Bakersfield, Spojené státy                 | Futures    | tvrdý     | Bernardo Saraiva        | Boris Arias Federico Zeballos                | 7–6(7–2), 6–3          |
| 12. | duben 2018    | Džerba, Tunisko                            | Futures    | tvrdý     | Bernardo Saraiva        | Domagoj Bilješko Altuğ Çelikbilek            | 6–3, 6–1               |
| 13. | květen 2018   | Džerba, Tunisko                            | Futures    | tvrdý     | Bernardo Saraiva        | Ignacio Carou Diego Hidalgo                  | 7–5, 6–3               |
| 14. | květen 2018   | Džerba, Tunisko                            | Futures    | tvrdý     | Diego Hidalgo           | Anis Ghorbel Vaško Mladenov                  | 6–2, 6–4               |
| 15. | červen 2018   | Winston-Salem, Spojené státy               | Futures    | tvrdý     | Marc-Andrea Hüsler      | Trevor Allen Johnson Ronnie Schneider        | 7–6(9–7), 6–1          |
| 16. | červenec 2018 | Saskatoon, Kanada                          | Futures    | tvrdý     | Marc-Andrea Hüsler      | Alexis Galarneau Benjamin Sigouin            | 6–3, 6–3               |
| 17. | červenec 2018 | Winnipeg, Kanada                           | Challenger | tvrdý     | Marc-Andrea Hüsler      | Marcel Granollers Gerard Granollers Pujol    | 6–7(5–7), 6–3, [14–12] |
| 18. | srpen 2018    | Sintra, Portugalsko                        | Futures    | tvrdý     | Bernardo Saraiva        | Gonçalo Falcão Diego Matos                   | 6–3, 6–0               |
| 19. | červenec 2019 | Granby, Kanada                             | Challenger | tvrdý     | André Göransson         | Li Če Hugo Nys                               | 6–2, 6–4               |
| 20. | září 2019     | Cassis, Francie                            | Challenger | tvrdý     | André Göransson         | Sander Arends David Pel                      | 7–6(8–6), 4–6, [11–9]  |
| 21. | leden 2020    | Burnie, Austrálie                          | Challenger | tvrdý     | Harri Heliövaara        | Luca Margaroli Andrea Vavassori              | 7–6(7–5), 7–6(7–4)     |
| 22. | březen 2021   | Petrohrad, Rusko                           | Challenger | tvrdý (h) | Jesper de Jong          | Konstantin Kravčuk Denis Jevsejev            | 6–1, 3–6, [10–5]       |
| 23. | květen 2021   | Oeiras, Portugalsko                        | Challenger | antuka    | Hunter Reese            | Sadio Doumbia Fabien Reboul                  | 4–6, 6–4, [10–7]       |
| 24. | červenec 2022 | Lüdenscheid, Německo                       | Challenger | antuka    | Robin Haase             | Fabian Fallert Hendrik Jebens                | 6–2, 5–7, [10–3]       |
| 25. | červenec 2022 | Amersfoort, Nizozemsko                     | Challenger | antuka    | Robin Haase             | Nicolás Barrientos Miguel Ángel Reyes-Varela | 6–4, 3–6, [10–7]       |
| 26. | únor 2023     | Rome, Spojené státy                        | Challenger | tvrdý (h) | Luke Johnson            | Gabriel Décamps Alex Rybakov                 | 6–2, 6–2               |
| 27. | květen 2023   | Oeiras, Portugalsko                        | Challenger | antuka    | Luke Johnson            | Jaime Faria Henrique Rocha                   | 6–7(6–8), 7–5, [10–6]  |
| 28. | listopad 2023 | Charlottesville, Spojené státy             | Challenger | tvrdý     | John-Patrick Smith      | Denis Kudla Thai-Son Kwiatkowski             | 3–6, 6–3, [10–5]       |
| 29. | listopad 2023 | Champaign, Spojené státy                   | Challenger | tvrdý     | John-Patrick Smith      | Lucas Horve Oliver Okonkwo                   | 6–2, 7–6(7–4)          |
| 30. | únor 2023     | Koblenz, Německo                           | Challenger | tvrdý     | Sander Arends           | Jakob Schnaitter Mark Wallner                | 6–4, 6–2               |
| 31. | březen 2024   | Tenerife, Španělsko                        | Challenger | tvrdý     | Sander Arends           | Marco Bortolotti Sergio Martos Gornes        | 6–4, 6–4               |
| 32. | srpen 2024    | Lexington, Spojené státy                   | Challenger | tvrdý     | André Göransson         | Juta Šimizu James Trotter                    | 6–4, 6–3               |